# Actinolepidae
De Actinolepidae zijn een familie van uitgestorven placoderme vissen die leefden tijdens het Vroeg-Devoon. Ze worden beschouwd als een van de meest basale van de Arthrodira en worden algemeen aanvaard als fylogenetisch basaal voor de groep

## Beschrijving
De lichamen van actinolepiden zijn breed en plat, wat suggereert dat de meeste leden van deze familie bodemvissen waren. Hun kaken waren relatief onderontwikkeld in vergelijking met de meer robuuste arthrodiren die na hen zouden komen, zoals Dunkleosteus en Coccosteus, wat aangeeft dat het waarschijnlijk voornamelijk leefde van kleinere, zachtere dieren zoals weekdieren of wormen in plaats van grotere, hardere prooidieren.

## Geslachten
- Actinolepis
- Aethaspis
- Aleosteus
- Bollandaspis
- Eskimaspis
- Heightingtonaspis
- Kujdanowiaspis
- Lehmanosteus
- Simblaspis